# Angelo Massarotti

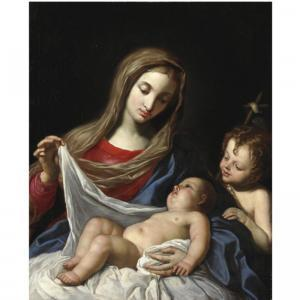
Madonna col bambino e san Giovannino

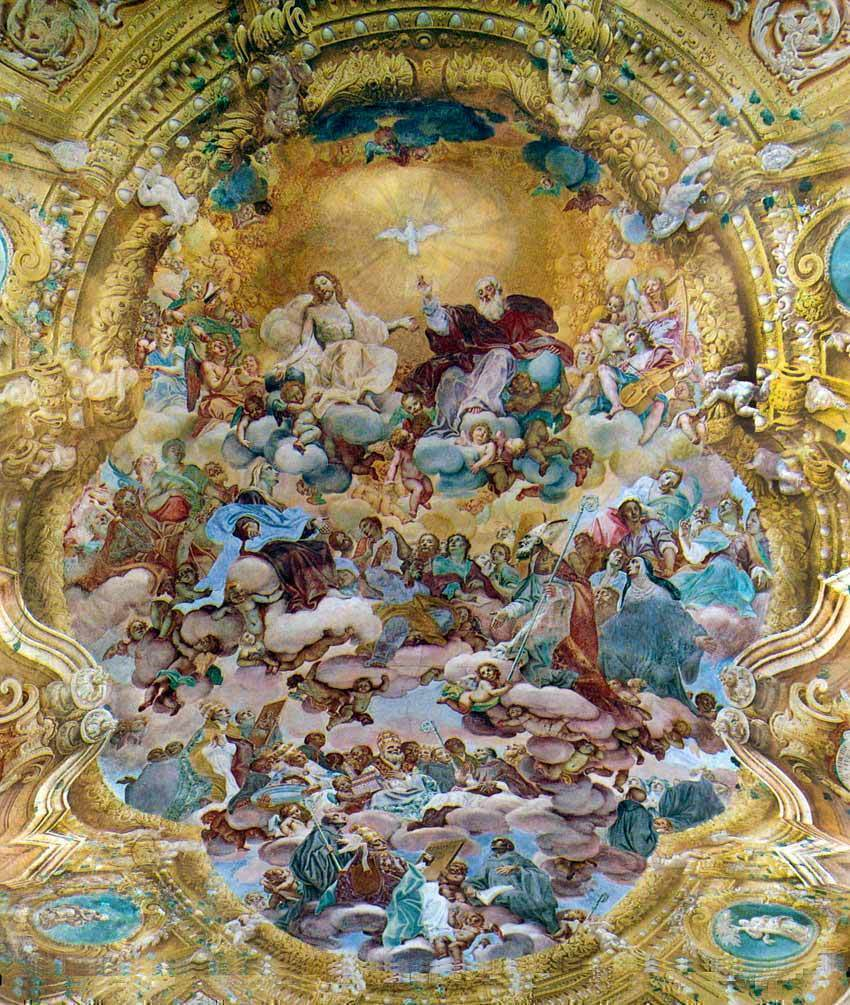
fresque, église monastère San Benedetto, Crémone

Angelo Innocente Massarotti (Crémone, 1654 - 1723) est un peintre italien du baroque tardif actif principalement à Crémone et Rome.

## Biographie
Angelo Massarotti a débuté avec Agostino Bonisoli (1667) puis à Rome (1675) avec Carlo Cesi.
Parmi ses élèves se trouvent Giovanni Angelo Borroni, Pietro Frassi et Sigismondo Benini.
Angelo Massarotti est un peintre crémonais actif à cheval entre le XVIIe et le XVIIIe siècle. À l'école d'Agostino Bonisoli, il apprend les éléments du classicisme bolonais, puis en 1675 il se rend à Rome auprès de Carlo Cesi et étudie et copie les fresques vaticanes de Raphaël et Giulio Romano.
Il fait la connaissance de Carlo Maratti et obtient la commande pour l'église Santa Anastasia (1678) ainsi que la décoration à fresque et de cinq toiles pour la chapelle Santa Lutgarda de l'église San Salvatore in Lauro à Rome (1679-1680).
En 1680 il est accueilli à l'Accademia di San Luca, puis rentre à Crémone en 1681.
Des cinq toiles de l'oratoire Santa Maria Annunziata (Arcispedale di Santo Spirito in Saxia), la première a été terminée à Rome en 1680, et les quatre autres à Crémone
Après divers déplacements et travaux dans le nord de l'Italie, Angelo Massarotti s'établit définitivement à Crémone où il meurt en 1723 et selon ses dernières volontés, enterré dans l'église du monastère franciscain du Corpus Domini.

## Œuvres
Crémone
- San Agostino che medita sul mistero della Trinità, presbytère église San Agostino,
- La Vergine incoronata con Monica e san Nicola da Tolentino, église sant'Ilario,
- Riposo dalla fuga in Egitto, huile sur toile, église di San Paolo (à l'origine)

Tableaux période romaine
- Allegoria della Fortuna et Ercole al Bivio, Palazzo del Commendatore, Ospedale di S. Spirito, Rome
- Madonna con il Bambino[3]

Tableaux période cremonese
- La Madonna calpesta il serpente con San Nicola da Tolentino (et la famille de l'acheteur), église san Ilario,
- Riposo nella fuga in Egitto et Adorazione dei pastori[4].
- Madonna con bambino e san Giovannino, huile sur toile, 90 × 74 cm